# 뽀빠이
뽀빠이(영어: Popeye 파파이[*])는 엘지 크리슬러 세가가 만든 만화 캐릭터다. 시금치를 먹으면 강해지는 특징이 있다. 그로 인하여 당시 어린이 사이에서 시금치가 인기있었다. 만화책으로 총 3권이 있으며 1991년 영화로도 제작이 되었다. 2009년 1월, 저작권 보호 기한인 70년이 만료되었다.

## 등장 인물
- 뽀빠이(Popeye) : 선원. 팔뚝에 닻 모양의 문신이 있으며, 올리브의 연인으로 시금치를 먹으면 힘이 세진다.
- 올리브(Olive) : 뽀빠이의 연인. 허영심이 많다. 원래 이름은 올리브오일.
- 브루터스(Brutus) : 선원. 뽀빠이의 연적으로 올리브를 납치하지만, 시금치를 먹은 뽀빠이에게 속수무책으로 당한다. 뽀빠이보다 덩치가 크다.
- 윔피(Wimpy) : 뽀빠이의 집사. 몸이 굉장히 뚱뚱하고, 햄버거 대장이라는 말을 들을 정도로 햄버거를 좋아한다.

## 실사 작품
- 《뽀빠이 (영화)》(1980)